# Eric Stoltz
Eric Hamilton Stoltz (ur. 30 września 1961 w Whittier, w Kalifornii) – amerykański aktor, reżyser i producent filmowy.

## Życiorys

### Wczesne lata
Jedyny syn i najmłodsze z trojga dzieci nauczycieli – wiolonczelistki Evelyn B Stoltz (zm. 1994 na nowotwór złośliwy) i nauczyciela szkoły podstawowej Jacka Stoltza. Dorastał wraz z dwiema starszymi siostrami – Catherine (ur. 1954) i Susan R. (ur. 1957) – w Samoa Amerykańskim i Santa Barbara, w Kalifornii. W wieku czternastu lat dorabiał grając na fortepianie w lokalnych muzycznych produkcjach teatralnych. Uczęszczał do San Marcos High School w Santa Barbara i na Uniwersytet Południowego Stanu Kalifornii w Los Angeles. W latach 70. brał udział w koncertach podczas festiwalu w Edynburgu, w Szkocji.

### Kariera
Mając siedemnaście lat trafił na szklany ekran w komedii CBS Trawa jest zawsze zieleńsza nad szambem (The Grass Is Always Greener Over the Septic Tank, 1978) z Lindą Gray. W 1981 uczył się aktorstwa pod kierunkiem Stelli Adler i Peggy Feury w Nowym Jorku. Pojawił się w operze mydlanej CBS Knots Landing (1981), teledramacie ABC Papierowe lalki (Paper Dolls, 1982) z Joan Collins, Daryl Hannah, Alexandrą Paul i Markiem Singerem, zanim zadebiutował w kinowej komedii romantycznej Beztroskie lata w Ridgemont High (Fast Times at Ridgemont High, 1982) u boku Seana Penna, Jennifer Jason Leigh, Judge’a Reinholda i Foresta Whitakera.
W 1985 miał pierwotnie zagrać Marty’ego McFlya w Powrocie do Przyszłości, jednak po wyprodukowaniu pierwszych scen okazało się, że jego poczucie humoru nie odpowiada twórcom. Ostatecznie w roli Marty’ego wystąpił Michael J. Fox. Za kreację 16-letniego inteligentnego i wrażliwego Roya L. „Rocky’ego” Dennisa z rzadką chorobą kości twarzy w dramacie biograficznym Petera Bogdanovicha Maska (Mask, 1985) zdobył nominację do nagrody Złotego Globu.
W 1988 wystąpił po raz pierwszy na scenie broadwayowskiej w przedstawieniu Thorntona Wildera Nasze miasto (Our Town), a za rolę George’a Gibbsa był nominowany do nagrody Tony, Theatre World Award i Drama Desk Award. Zagrał potem na Broadwayu w nowojorskich sztukach: Dwóch szekspirowskich aktorów (Two Shakespearean Actors, 1992), Trzy siostry Antona Czechowa (1997) i Sly Fox (2004) oraz off-Broadwayu - Bądźmy poważni na serio (The Importance of Being Earnest) Oscara Wilde’a i Szklana menażeria (The Glass Menagerie) Tennessee Williamsa.
Rola dilera narkotykowego Lance’a w czarnej komedii sensacyjnej Quentina Tarantino Pulp Fiction (1994) przyniosła mu nominację do nagrody Niezależnego Ducha. W 1998 na festiwalu filmów niezależnych w Los Angeles otrzymał nagrodę Indie Supporter. W 2001 zadebiutował jako reżyser telewizyjnego komedidramatu Ten okropny rok! (My Horrible Year!) z Karen Allen, zdobywając nominację do nagrody Emmy.

## Życie prywatne
Spotykał się z Ally Sheedy (1980–1983), Jennifer Jason Leigh (1985–1989), Leą Thompson (1987), Lili Taylor (1990), Bridget Fondą (1990–1998), Helen Hunt (1992), Rachel Griffiths (1999) i Laurą Linney (2000).
Jest wegetarianinem.

## Filmografia

### Filmy fabularne
| Rok  | Tytuł                                                                                          | Rola                                           | Reżyser                         |
| ---- | ---------------------------------------------------------------------------------------------- | ---------------------------------------------- | ------------------------------- |
| 1978 | Trawa jest zawsze zieleńsza nad szambem (The Grass Is Always Greener Over the Septic Tank, TV) | Steve Benson                                   | Robert Day                      |
| 1982 | Beztroskie lata w Ridgemont High (Fast Times at Ridgemont High)                                | Stoner Bud                                     | Amy Heckerling                  |
| 1984 | Autostrada do piekła (Running Hot)                                                             | Danny Hicks                                    | Mark Griffiths                  |
| 1984 | Surfer 2 (Surf II)                                                                             | Chuck                                          | Randall M. Badat                |
| 1984 | Dzikie życie (The Wild Life)                                                                   | Bill Conrad                                    | Art Linson                      |
| 1985 | Maska (Mask)                                                                                   | Roy L. „Rocky” Dennis                          | Peter Bogdanovich               |
| 1985 | Kryptonim „Szmaragd” (Code name: Emerald)                                                      | Porucznik Andy Wheeler                         | Jonathan Sanger                 |
| 1985 | Nowi (The New Kids)                                                                            | Mark                                           | Sean S. Cunningham              |
| 1987 | Lwie serce (Lionheart)                                                                         | Robert Nerra                                   | Franklin J. Schaffner           |
| 1987 | Siostra, siostra (Sister, Sister)                                                              | Matt Rutledge                                  | Bill Condon                     |
| 1987 | Some Kind of Wonderful                                                                         | Keith Nelson                                   | Howard Deutch                   |
| 1988 | Haunted Summer                                                                                 | Percy Shelley                                  | Ivan Passer                     |
| 1988 | Greasy Lake                                                                                    | narrator / T.C.                                | Damian Harris                   |
| 1988 | Nocna miłość (Manifesto)                                                                       | Christopher                                    | Dusan Makavejev                 |
| 1989 | Nic nie mów (Say Anything...)                                                                  | Vahlere                                        | Cameron Crowe                   |
| 1989 | Mucha II (The Fly II)                                                                          | Martin Brundle                                 | Chris Walas                     |
| 1990 | Ślicznotka z Memphis (Memphis Belle)                                                           | Sierżant Danny „Danny Boy” Daly, radiooperator | Michael Caton-Jones             |
| 1991 | Pieniądz (Money)                                                                               | Franck Cimballi                                | Steven Hilliard Stern           |
| 1992 | Samotnicy (Singles)                                                                            | mim                                            | Cameron Crowe                   |
| 1992 | Taniec na wodzie (The Waterdance)                                                              | Joel Garcia                                    | Neal Jimenez, Michael Steinberg |
| 1992 | Istota sprawiedliwości (The Heart of Justice, TV)                                              | David Leader                                   | Bruno Barreto                   |
| 1993 | Nagi w Nowym Jorku (Naked in New York)                                                         | Jake Briggs                                    | Daniel Algrant                  |
| 1993 | Dynamika ciał (Bodies, Rest & Motion)                                                          | Sid                                            | Michael Steinberg               |
| 1994 | Małe kobietki (Little Women)                                                                   | John Brooke                                    | Gillian Armstrong               |
| 1994 | Pulp Fiction                                                                                   | Lance                                          | Quentin Tarantino               |
| 1994 | Dwoje czyli troje (Sleep with Me)                                                              | Joseph                                         | Rory Kelly                      |
| 1994 | Napad (Killing Zoe)                                                                            | Zed                                            | Roger Avary                     |
| 1995 | Armia Boga (The Prophecy)                                                                      | Simon                                          | Gregory Widen                   |
| 1995 | Fluke                                                                                          | Jeff Newman                                    | Carlo Carlei                    |
| 1995 | Tupiąc i wrzeszcząc (Kicking and Screaming)                                                    | Chet                                           | Noah Baumbach                   |
| 1995 | Rob Roy                                                                                        | Alan MacDonald                                 | Michael Caton-Jones             |
| 1996 | Jerry Maguire                                                                                  | Ethan Valhere                                  | Cameron Crowe                   |
| 1996 | Klucze do miasta (Keys to Tulsa)                                                               | Richter Boudreau                               | Leslie Greif                    |
| 1996 | Dwa dni z życia doliny (2 Days in the Valley)                                                  | Wes Taylor                                     | John Herzfeld                   |
| 1996 | W rytmie serca (Grace of My Heart)                                                             | Howard Cazsatt                                 | Allison Anders                  |
| 1996 | Nie oglądaj się za siebie (Dont Look Back, TV)                                                 | Jesse Parish                                   | Geoff Murphy                    |
| 1997 | Impreza za imprezą (Highball)                                                                  | Darien                                         | Noah Baumbach                   |
| 1997 | Zazdrośnik (Mr. Jealousy)                                                                      | Lester Grimm, Vince                            | Noah Baumbach                   |
| 1997 | Anakonda (Anaconda)                                                                            | dr Steven Cale                                 | Luis Llosa                      |
| 1998 | Hi-Life                                                                                        | Jimmy                                          | Roger Hedden                    |
| 1998 | Wersety zbrodni (A Murder of Crows)                                                            | Thurman Parks III                              | Rowdy Herrington                |
| 1999 | Pasja Ayn Rand (The Passion of Ayn Rand, TV)                                                   | Nathaniel Branden                              | Christopher Menaul              |
| 1999 | Hercules: Zero to Hero (film animowany)                                                        | Tezeusz (głos)                                 | Bob Kline                       |
| 2000 | Jezus i Hutch (Jesus & Hutch, film krótkometrażowy)                                            | Jezus                                          | Paul Harrison                   |
| 2000 | Wspólny mianownik (Common Ground, TV)                                                          | Johnny Burroughs                               | Donna Deitch                    |
| 2000 | It’s a Shame About Ray (film krótkometrażowy)                                                  | Pan Stoltz                                     | Ajay Sahgal                     |
| 2000 | Świat zabawy (The House of Mirth)                                                              | Lawrence Selden                                | Terence Davies                  |
| 2000 | The Simian Line                                                                                | Sam Donovan                                    | Linda Yellen                    |
| 2001 | Harvard Man                                                                                    | Teddy Carter                                   | James Toback                    |
| 2001 | Things Behind the Sun                                                                          | Dan                                            | Allison Anders                  |
| 2002 | Żyć szybko, umierać młodo (The Rules of Attraction)                                            | Pan Lawson                                     | Roger Avary                     |
| 2003 | Zachary Beaver przyjeżdża do miasta (When Zachary Beaver Came to Town)                         | Otto                                           | John Schultz                    |
| 2003 | Szczęście na kredyt (Happy Hour)                                                               | Levine                                         | Mike Bencivenga                 |
| 2004 | Efekt motyla (The Butterfly Effect)                                                            | Pan Miller                                     | Eric Bress, J. Mackye Gruber    |
| 2004 | Childstar                                                                                      | Fresno Burnbaum                                | Don McKellar                    |
| 2006 | The Lather Effect                                                                              | Mickey                                         | Sarah Kelly                     |
| 2006 | Bardzo długa podróż poślubna (The Honeymooners)                                                | William Davis                                  | John Schultz                    |
| 2008 | Czysta karta (Blank Slate, TV)                                                                 | Sean Sullivan                                  | John Harrison                   |
| 2011 | Fort McCoy                                                                                     | Frank Stirn                                    | Kate Connor, Michael Worth      |

### Seriale TV
- 1980: The Waltons (Waltonowie) jako starszy chłopak
- 1981: Knots Landing jako Luke
- 1993: Frasier jako Don (głos)
- 1994–1998: Szaleję za tobą (Mad About You) jako Alan Tofsky
- 1998–1999: Herkules jako Tezeusz (głos)
- 1998–1999: Szpital Dobrej Nadziei (Chicago Hope) jako Robert Yeats
- 2002: Prawo i porządek: sekcja specjalna (Law & Order: Special Victims Unit) jako Michael Sweeney
- 2005:  Trójkąt (The Triangle) jako Howard Thomas
- 2005: Will & Grace jako Tom Cassidy
- 2007: Krok od domu (Close to Home) jako detektyw Chris Veeder
- 2009: Chirurdzy (Grey’s Anatomy) jako William Dunn
- 2009–2010: Caprica jako Daniel Graystone
- 2011: Uczciwy przekręt (Leverage) jako Alan Scott
- 2014–2019: Madam Secretary jako Will Adams